# Raffinose
Raffinose ist ein in Pflanzen vorkommendes Kohlenhydrat, genauer ein Dreifachzucker (Trisaccharid). Sie setzt sich aus den drei Einfachzuckern Galactose, Glucose und Fructose zusammen. Sie ist ein nichtreduzierender Zucker, da keine Ringöffnung möglich ist.

## Vorkommen und Funktion

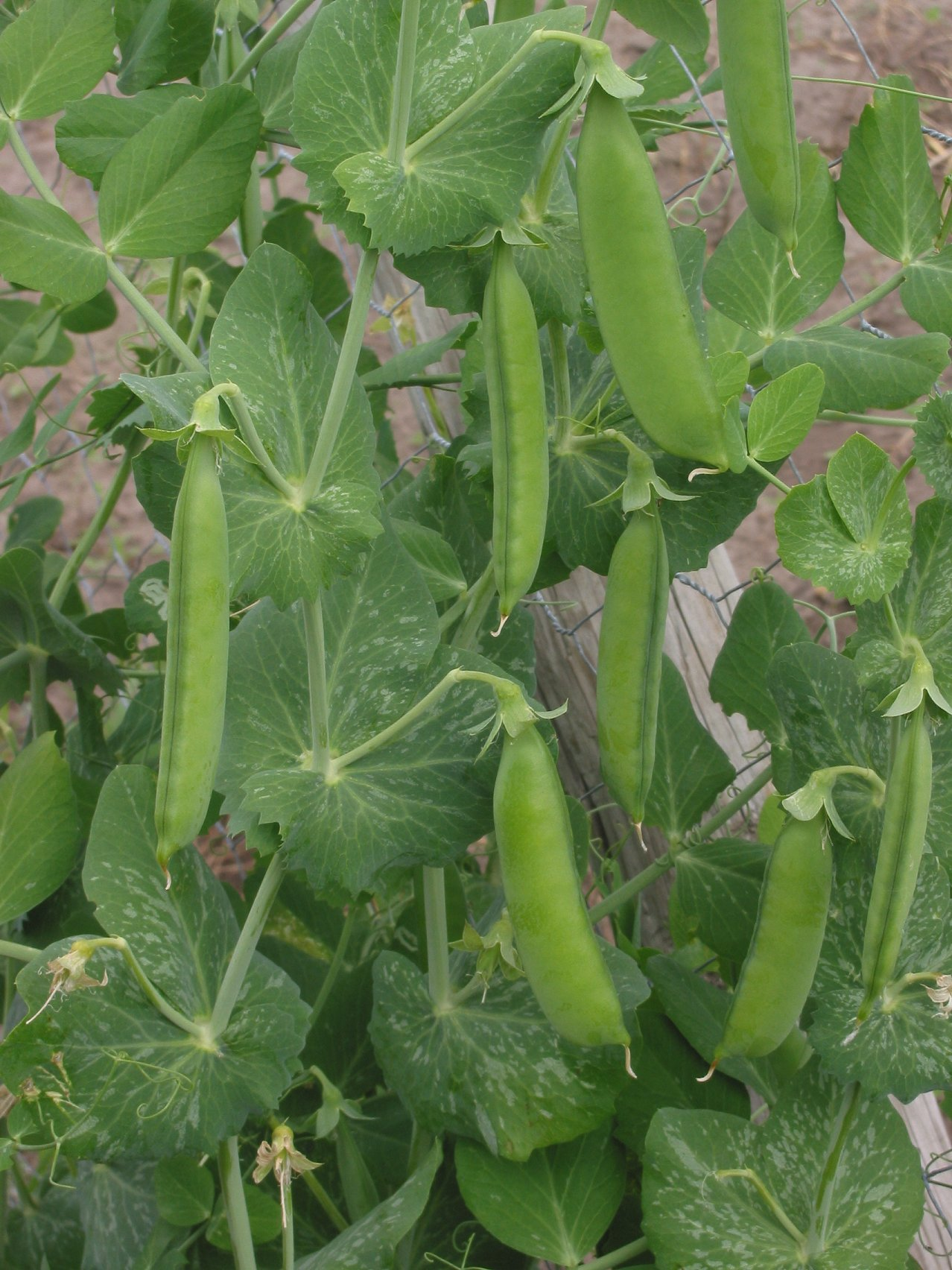
Hülsenfrüchte der Erbse

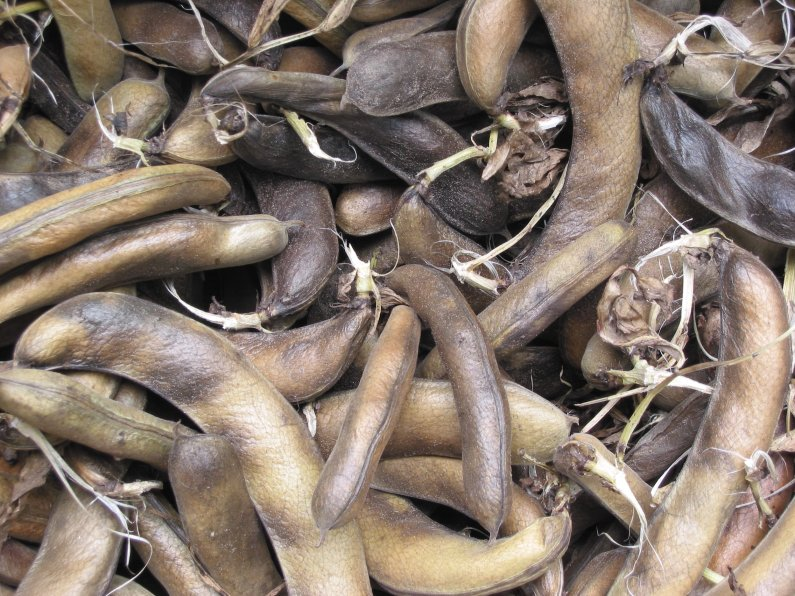
Reife Hülsenfrüchte der Ackerbohne

Raffinose und die Raffinose-Familie ersetzt in manchen Pflanzen die Stärke als Speicherkohlenhydrat. In größeren Mengen ist Raffinose in Hülsenfrüchten enthalten. Bei Erbsen und Bohnen können sie 5 bis 15 % der Trockensubstanz ausmachen. Raffinose ist auch in Zuckerrohr und Zuckerrüben enthalten, sammelt sich bei der Zuckerherstellung aber in der Melasse an. Raffinose dient in einigen Arten (Kürbisgewächse, Linden, Ulmen) auch anstelle der Saccharose als Transportsubstanz in den Siebröhren des Phloems. Eine Funktion als Radikalfänger wird vermutet.

## Biosynthese
Die Biosynthese in Pflanzen erfolgt, indem von Galactinol ein Galactosylrest auf Saccharose übertragen wird, wobei myo-Inosit frei wird.
Saccharose + Galactinol → Raffinose + myo-Inosit.
Diese Reaktion wird durch eine myo-Inositol-Galactosyl-Transferase katalysiert. Die Galactose wird dabei in α-1,6-glycosidischer Bindung angehängt und es ergibt sich α-D-Galactopyranosyl-(1→6)-α-D-glucopyranosyl-(1→2)-β-D-fructofuranosid.

## Analytik
Die zuverlässige qualitative und quantitative Bestimmung der Raffinose gelingt nach hinreichender Probenvorbereitung und Derivatisierung als Trimethylsilylderivate durch Kopplung der Gaschromatographie oder HPLC mit der Massenspektrometrie.

## Raffinose-Familie
Von der Raffinose leiten sich zwei weitere Oligosaccharide ab, bei denen in gleicher Weise ausgehend von der Raffinose in α-1,6-glycosidischer Bindung weitere Galactoseeinheiten angehängt werden:
- Raffinose + Galactinol → Stachyose + myo-Inosit,
- Stachyose + Galactinol → Verbascose + myo-Inosit.

Daher werden Raffinose, Stachyose und Verbascose auch als Raffinose-Familie bezeichnet.
Die Verbindungen haben folgende molare Massen:
- Raffinose: 504,5 g·mol−1
- Stachyose: 666,6 g·mol−1
- Verbascose: 828,7 g·mol−1

## Mensch
Raffinose besitzt nur 22 % der Süßkraft von Rübenzucker (Saccharose), da mit zunehmendem Polymerisationsgrad Saccharide zunehmend geschmacksneutral werden.
Im Dünndarm wird sie nur in geringem Umfang gespalten und resorbiert, da die α-Galactosidbindung von menschlichen Verdauungsenzymen nicht gespalten werden kann. Dies hat zur Folge, dass größere Mengen in den Dickdarm gelangen. Die dort vorhandenen anaeroben Mikroorganismen der Darmflora verwerten sie und produzieren dabei unter anderem Gase, die zu Blähungen führen.